# Jan Furmaniak
Jan Furmaniak (ur. 22 sierpnia 1911 w Piaskach, zm. 23 grudnia 1981) – polski górnik, poseł na Sejm PRL III kadencji.

## Życiorys
Uzyskał wykształcenie podstawowe. Pracował jako górnik i społeczny inspektor pracy w Kopalni Węgla Kamiennego „Szombierki”. Wstąpił do Polskiej Zjednoczonej Partii Robotniczej, w 1961 uzyskał mandat posła na Sejm PRL w okręgu Bytom. W trakcie kadencji zasiadał w Komisji Przemysłu Ciężkiego, Chemicznego i Górnictwa oraz w Komisji Przemysłu Lekkiego, Rzemiosła i Spółdzielczości Pracy.
Odznaczony Srebrnym (1951) i Złotym (1954) Krzyżem Zasługi, Medalem 10-lecia Polski Ludowej (1954) oraz Złotą Odznaką „Zasłużony w rozwoju województwa katowickiego”.